# Мислібуж-Великий
Мислібуж-Великий (пол. Myślibórz Wielki) — село в Польщі, у гміні Нове Варпно Полицького повіту Західнопоморського воєводства.
Населення — 24 особи (2011).

## Демографія
Демографічна структура станом на 31 березня 2011 року:
|          | Загалом | Допрацездатний вік | Працездатний вік | Постпрацездатний вік |
| -------- | ------- | ------------------ | ---------------- | -------------------- |
| Чоловіки | 15      | 3                  | 11               | 1                    |
| Жінки    | 9       | 2                  | 6                | 1                    |
| Разом    | 24      | 5                  | 17               | 2                    |